# Sangalopsis regia
Sangalopsis regia är en fjärilsart som beskrevs av W. Warren 1904. Sangalopsis regia ingår i släktet Sangalopsis och familjen mätare. Inga underarter finns listade.